# العلاقات المارشالية الجنوب سودانية
العلاقات المارشالية الجنوب سودانية هي العلاقات الثنائية التي تجمع بين جزر مارشال وجنوب السودان.

## مقارنة بين البلدين
هذه مقارنة عامة ومرجعية للدولتين:
| وجه المقارنة                                              | جزر مارشال                     | جنوب السودان                  |
| --------------------------------------------------------- | ------------------------------ | ----------------------------- |
| المساحة (كم2)                                             | 181                            | 619.75 ألف                    |
| عدد السكان (نسمة)                                         | 53.13 ألف                      | 12.58 مليون                   |
| الكثافة السكانية (ن./كم²)                                 | 29.35 ألف                      | 20.3                          |
| العاصمة                                                   | ماجورو                         | جوبا                          |
| اللغة الرسمية                                             | لغة إنجليزية، اللغة المارشالية | لغة إنجليزية                  |
| العملة                                                    | دولار أمريكي                   | جنيه جنوب سوداني، جنيه سوداني |
| الناتج المحلي الإجمالي (بليون دولار)                      | 199.40 مليون                   | 2.90 مليار                    |
| الناتج المحلي الإجمالي (تعادل القوة الشرائية) بليون دولار | 207.25 مليون                   | 22.88 مليار                   |
| الناتج المحلي الإجمالي الاسمي للفرد دولار أمريكي          | 3.38 ألف                       | 73                            |
| الناتج المحلي الإجمالي للفرد دولار أمريكي                 | 3.80 ألف                       | 2.02 ألف                      |
| مؤشر التنمية البشرية                                      |                                | 0.467                         |
| رمز المكالمات الدولي                                      | +692                           | +211                          |
| رمز الإنترنت                                              | .mh                            | .ss                           |
| المنطقة الزمنية                                           | ت ع م+12:00                    | ت ع م+03:00                   |

## منظمات دولية مشتركة
يشترك البلدان في عضوية مجموعة من المنظمات الدولية، منها:
| علم المنظمة | اسم المنظمة                   | تاريخ انضمام جزر مارشال | تاريخ انضمام جنوب السودان |
| ----------- | ----------------------------- | ----------------------- | ------------------------- |
|             | مؤسسة التمويل الدولية         | 23 سبتمبر 1992          | 18 أبريل 2012             |
|             | منظمة الشرطة الجنائية الدولية | ?                       | ?                         |
|             | مؤسسة التنمية الدولية         | 19 يناير 1993           | 18 أبريل 2012             |
|             | الأمم المتحدة                 | 17 سبتمبر 1991          | 14 يوليو 2011             |
|             | البنك الدولي للإنشاء والتعمير | 21 مايو 1992            | 18 أبريل 2012             |
|             | يونسكو                        | 30 يونيو 1995           | 27 أكتوبر 2011            |
|             | الاتحاد الدولي للاتصالات      | 22 فبراير 1996          | 3 أكتوبر 2011             |

## وصلات خارجية
- موقع وزارة الخارجية الجنوب سودانية